# Universally unique identifier
Universally Unique Identifier (UUID) is een ID die wordt gebruikt in de software-architectuur, gestandaardiseerd door de 'Open Software Foundation' (OSF) als onderdeel van de 'Distributed Computing Environment' (DCE).

## Definitie
Een UUID is een nummer van 128 bits (= 16 bytes). UUID wordt weergegeven in 32 hexadecimale cijfers. Deze cijfers zijn ingedeeld in vijf groepen, in ongelijk aantal en gescheiden door koppeltekens: 8-4-4-4-12
In zijn geheel wordt een UUID dus door 36 tekens gevormd, waarvan 32 hexadecimale karakters en vier streepjes:
550e8400-e29b-41d4-a716-446655440000
RFC 4122 beschrijft de structuur van een UUID. 
Er bestaan diverse implementaties van verschillende softwarebedrijven van het UUID. Microsoft GUID is een variant van UUID.